# Пливање на Летњим олимпијским играма 2012 — 200 метара мешовито за мушкарце
Пливачка трка на 200 метара мешовито за мушкарце на Летњим олимпијским играма 2012. у Лондону одржана је 1. августа (квалификације и полуфинале) и 2. августа (финале) на базену центра за водене спортове. Учествовало је укупно 36 такмичара из 27 земаља.

## Освајачи медаља
|  | Резултат |  | Резултат |  | Резултат |
|  |          |  |          |  |          |
|  |          |  |          |  |          |

## Рекорди
Пре почетка олимпијских игара у овој дисциплини важили су следећи рекорди:
| Светски рекорд    | Рајан Локти | 1:54,00 | Шангај, Кина | 28. јул 2011.    | [ 1 ] [ 2 ] |
| Олимпијски рекорд | Мајкл Фелпс | 1:54,23 | Пекинг, Кина | 15. август 2008. | --          |

## Учесници
Укупно 36 пливача из 27 земаља учествовало је у овој пливачкој дисиплини. Од тог броја њих 26 је изборило директан пласман испливавши квалификациону норму од 2:00,17 секунди. Такмичари који су имали време боље од 2:04,38 (њих 9) су накнадно добили позив за учешће на играма. Светска пливачка федерација је доделила и једну специјалне позивницу за ову дисциплину.
| Начин квалификације                       | Квота | Квалификанти |
| ----------------------------------------- | ----- | --- |
| Олимпијско квалификационо време – 2:00,17 | 2     | Данијел Трантер Џејден Хадлер |
| Олимпијско квалификационо време – 2:00,17 | 2     | Енрике Родригез Тијаго Переира |
| Олимпијско квалификационо време – 2:00,17 | 2     | Ванг Шун Вуа Пенг |
| Олимпијско квалификационо време – 2:00,17 | 2     | Маркус Дајблер Филип Хајнц |
| Олимпијско квалификационо време – 2:00,17 | 2     | Џејмс Годард Џозеф Реубак |
| Олимпијско квалификационо време – 2:00,17 | 2     | Ласло Чех Давид Веражто |
| Олимпијско квалификационо време – 2:00,17 | 2     | Косуке Хагино Кен Такакува |
| Олимпијско квалификационо време – 2:00,17 | 2     | Чад ле Клос Даријан Таунсенд |
| Олимпијско квалификационо време – 2:00,17 | 2     | Мајкл Фелпс Рајан Локти |
| Олимпијско квалификационо време – 2:00,17 | 1     | Маркус Роган |
| Олимпијско квалификационо време – 2:00,17 | 1     | Бредли Али |
| Олимпијско квалификационо време – 2:00,17 | 1     | Гал Нево |
| Олимпијско квалификационо време – 2:00,17 | 1     | Федерико Турини |
| Олимпијско квалификационо време – 2:00,17 | 1     | Витаутас Јанушаитис |
| Олимпијско квалификационо време – 2:00,17 | 1     | Марцин Цјешлак |
| Олимпијско квалификационо време – 2:00,17 | 1     | Диого Карваљо |
| Олимпијско квалификационо време – 2:00,17 | 1     | Александар Тихонов |
| Олимпијско селекционо време – 2:04,38     | 9     | Рафаел Стакјоти Ендру Форд Таки Мрабет Мартин Ливамаги Андреас Вазајос Давид Карасек Максим Шемберев Јунг Вон-Јонг Нутапонг Кетин |
| Специјална позивница                      | 1     | Енсар Хајдер |
| Укупно                                    | 36    | |